# The Princess and the Matchmaker
Hòa hợp hôn nhân (hangul: 궁합; hanja: 宮合; Romaja quốc ngữ: Goonghab; phiên âm Hán-Việt: Cung hợp), hay tiêu đề quốc tế là Ông chúa và chàng mai (tiếng Anh: The Princess and the Matchmaker) là bộ phim điện ảnh hài lãng mạn cổ trang của Hàn Quốc ra rạp năm 2018 do Hong Chang-pyo làm đạo diễn. Bộ phim có sự góp mặt của Shim Eun-kyung, Lee Seung-gi, Kim Sang-kyung, Yeon Woo-jin, Kang Min-hyuk, Choi Woo-shik và Jo Bok-rae.

## Cốt truyện
Bộ phim đặt trong bối cảnh thời Joseon. Nàng Ông chúa Songhwa (Shim Eun-kyung) không chấp nhận số phận của mình phải kết hôn với người được định đoạt sẵn. Có bốn nam nhân được cho là nhân tuyển phù hợp với địa vị của cô. Từ chối việc số phận bị sắp đặt, cô trốn khỏi cung điện để tìm kiếm người đàn ông mà mình thực sự yêu.
Seo Do-Yoon (Lee Seung-gi) là người giải thích các dấu hiệu hòa hợp của hôn nhân. Anh nổi tiếng là người giỏi trong nghề và do đó được lựa chọn là người đọc những dấu hiệu hòa hợp giữa Ông chúa Songhwa và 4 người trong danh sách nhân tuyển.

## Diễn viên

### Diễn viên chính
- Shim Eun-kyung vai Ông chúa Songhwa
- Lee Seung-gi vai Seo Do-yoon

Thầy bói về sự hòa hợp hôn nhân
- Yeon Woo-jin vai Yoon Shi-kyung

Nhân tuyển làm chồng đầu tiên của Songhwa. Anh là một người đầy tham vọng.
- Kang Min-hyuk vai Kang Hwi

Nhân tuyển làm chồng thứ hai của Songhwa, người có ngoại hình đẹp trai.
- Choi Woo-shik vai Nam Chi-ho

Nhân tuyển làm chồng thứ ba của Songhwa, một người đàn ông ấm áp và lịch thiệp với tấm lòng hiếu thảo.

### Diễn viên phụ
- Kim Sang-kyung vai Quốc vương
- Jo Bok-rae vai Gae-shi
- Park Sun-young vai Young-bin
- Choi Min-ho vai Seo Ga-yoon
- Kim Joo-hun vai Yook Son
- Cho Soo-hyang
- Kim Do-yeop vai Jo Yoo-sang
- Min Song-a
- Lee Yong-nyeo
- Joo Da-young vai Ông chúa Yeo-hee
- Min Areum vai Ông chúa thứ 3
- Park Choong-seon
- Son Seong-chan vai người phán xử 2
- Park Won-ho vai Sang-moon
- Lee Jung-hyun
- Yoon Yoo-sun
- Song Yeong-jae
- Song Kwang-won
- Lee Sun-bin
- Lee Na-yoon
- Choi Joon-ho

## Sản xuất
Đây là bộ phim thứ hai của dự án phim ba phần của hãng Jupiter Film về truyền thống bói toán của người Hàn Quốc. Bộ phim đầu tiên của dự án là Thuật xem tướng đã được phát hành vào năm 2013. Phim được bắt đầu khởi quay vào ngày 9 tháng 9 năm 2015 và kết thúc công đoạn vào ngày 23 tháng 12 năm 2015 tại Namyangju, tỉnh Gyeonggi.

## Phát hành
Vào ngày 31 tháng 1 năm 2018, một cuộc họp báo quảng bá phim đã được tổ chức với sự tham dự của các diễn viên chính cùng với đạo diễn của bộ phim tại sự kiện này.
Đoạn trailer chính cho bộ phim được công bố vào ngày 9 tháng 2 năm 2018.
Bộ phim được phát hành tại các rạp chiếu phim địa phương vào ngày 28 tháng 2 năm 2018.

## Tiếp nhận
Theo Hội đồng Phim Hàn Quốc (KOFIC), bộ phim này đã đứng đầu doanh thu phòng vé vào ngày đầu tiên phát hành và thu hút 175.022 khán giả.
Trong tuần đầu tiên kể từ khi bộ phim được phát hành ở 965 phòng chiếu, bộ phim đã thu hút được 489.702 lượt người xem, chiếm 29,1% doanh thu bán vé cuối tuần.
Bộ phim đã duy trì vị trí quán quân trong sáu ngày liên tiếp và đã vượt qua một triệu khán giả vào ngày thứ bảy.